# Orchestina algerica
Orchestina algerica là một loài nhện trong họ Oonopidae.
Loài này thuộc chi Orchestina. Orchestina algerica được miêu tả năm 1916 bởi Dalmas.